# (9814) Ivobenko
(9814) Ivobenko est un astéroïde de la ceinture principale.

## Description
(9814) Ivobenko est un astéroïde de la ceinture principale. Il fut découvert le 23 octobre 1998 à Visnjan par Korado Korlević. Il présente une orbite caractérisée par un demi-grand axe de 2,28 UA, une excentricité de 0,22 et une inclinaison de 4,2° par rapport à l'écliptique.

## Compléments